# Liste der maltesischen Abgeordneten zum EU-Parlament (2014–2019)
Die Liste der maltesischen Abgeordneten zum EU-Parlament (2014–2019) listet alle maltesischen Mitglieder des 8. Europäischen Parlamentes nach der Europawahl in Malta 2014.

## Mandatsstärke der Parteien
- S&D: 3
- EVP: 3

| Nationale Partei          | Mandate | Fraktion                                                                               |
| ------------------------- | ------- | -------------------------------------------------------------------------------------- |
| Partit Laburista (PL)     | 3       | Fraktion der Progressiven Allianz der Sozialdemokraten im Europäischen Parlament (S&D) |
| Partit Nazzjonalista (PN) | 3       | Fraktion der Europäischen Volkspartei (EVP)                                            |
| Gesamt                    | 6       |                                                                                        |

## Abgeordnete
| Bild | Name                  | geb. | Partei | Fraktion | Kommentar                                                |
| ---- | --------------------- | ---- | ------ | -------- | -------------------------------------------------------- |
|      | David Casa            | 1968 | PN     | EVP      |                                                          |
|      | Miriam Dalli          | 1976 | PL     | S&D      |                                                          |
|      | Roberta Metsola       | 1979 | PN     | EVP      |                                                          |
|      | Marlene Mizzi         | 1954 | PL     | S&D      |                                                          |
|      | Alfred Sant           | 1948 | PL     | S&D      |                                                          |
|      | Francis Zammit Dimech | 1954 | PN     | EVP      | Am 24. Juni 2017 für Therese Comodini Cachia nachgerückt |

## Ausgeschiedene Abgeordnete
| Bild | Name                    | geb. | Partei | Fraktion | Kommentar                      |
| ---- | ----------------------- | ---- | ------ | -------- | ------------------------------ |
|      | Therese Comodini Cachia | 1973 | PN     | EVP      | Ausgeschieden am 23. Juni 2017 |